# 5286 Харуомукай
5286 Харуомукай (5286 Haruomukai) — астероїд головного поясу, відкритий 4 листопада 1989 року.
Тіссеранів параметр щодо Юпітера — 3,279.